# Crotalaria annamensis
Crotalaria annamensis är en ärtväxtart som beskrevs av Phon. Crotalaria annamensis ingår i släktet sunnhampor, och familjen ärtväxter. Inga underarter finns listade i Catalogue of Life.